# 米勒斯福爾斯 (麻薩諸塞州)
米勒斯福爾斯（英語：Millers Falls）是位於美國麻薩諸塞州富蘭克林縣的一個普查規定居民點。

## 人口
根據2020年美國人口普查的數據，米勒斯福爾斯的面積為2.48平方千米，當中陸地面積為2.36平方千米，而水域面積為0.12平方千米。當地共有人口994人，而人口密度為每平方千米400.81人。